# 卡姆登 (紐約州村)
卡姆登（英語：Camden）是位於美國紐約州奧奈達縣的村。

## 人口
根據2020年美國人口普查的數據，卡姆登的面積為6.31平方千米，皆為陸地。當地共有人口2196人，而人口密度為每平方千米348人。